# برتل توروالدسن
برتل توروالدسن (دانمارکی: Bertel Thorvaldsen) مجسمه‌ساز دانمارکی بود که بیشتر عمر خود را در ایتالیا سپری کرد.
وی از هنرمندان جنبش نئوکلاسیسیسم بود و آثار وی در تمامی قاره اروپا شناخته شده‌است.

## نگارخانه

مجسمه‌های توروالدسن
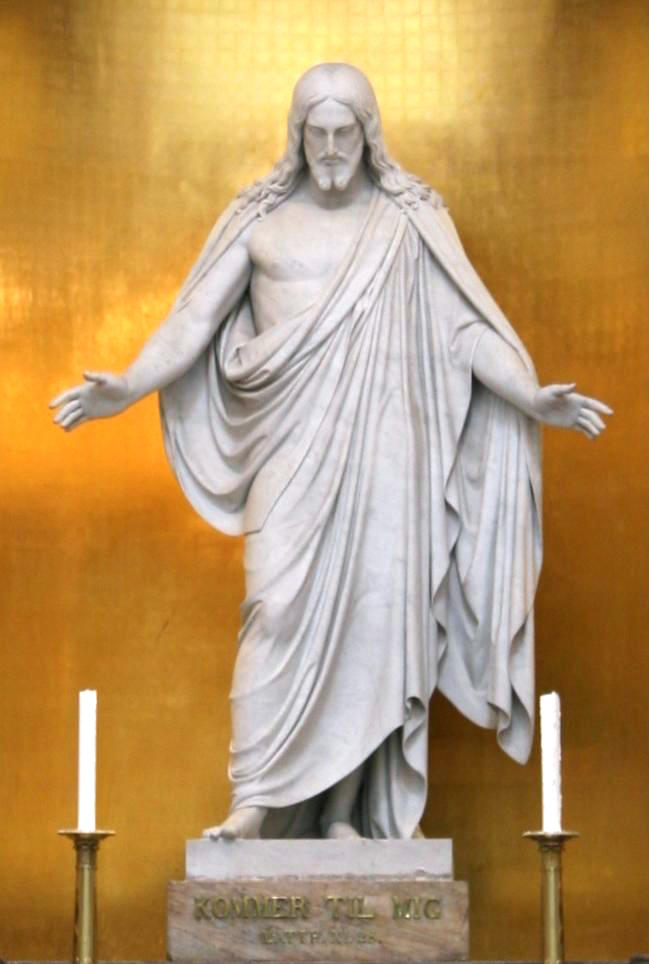
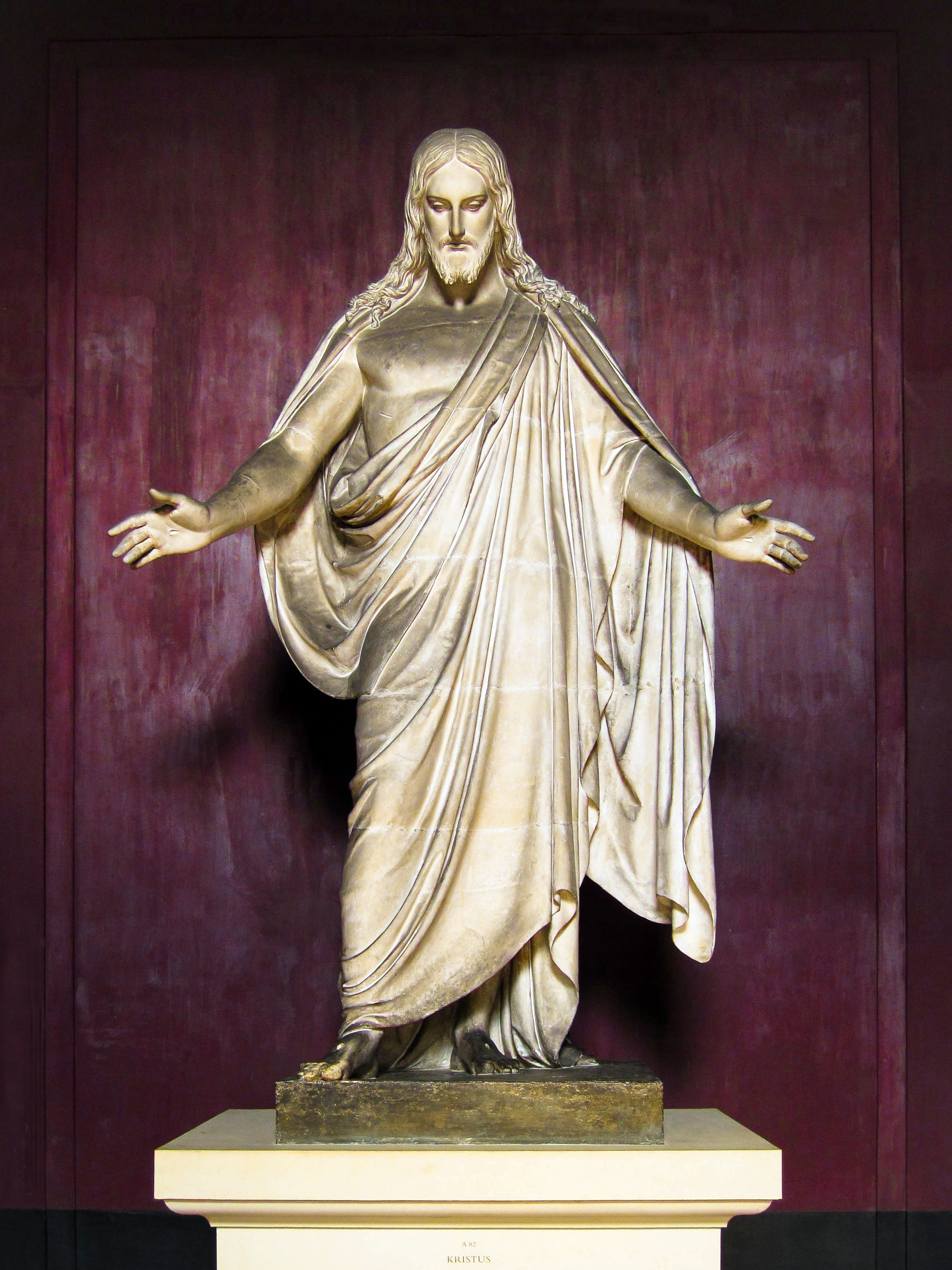
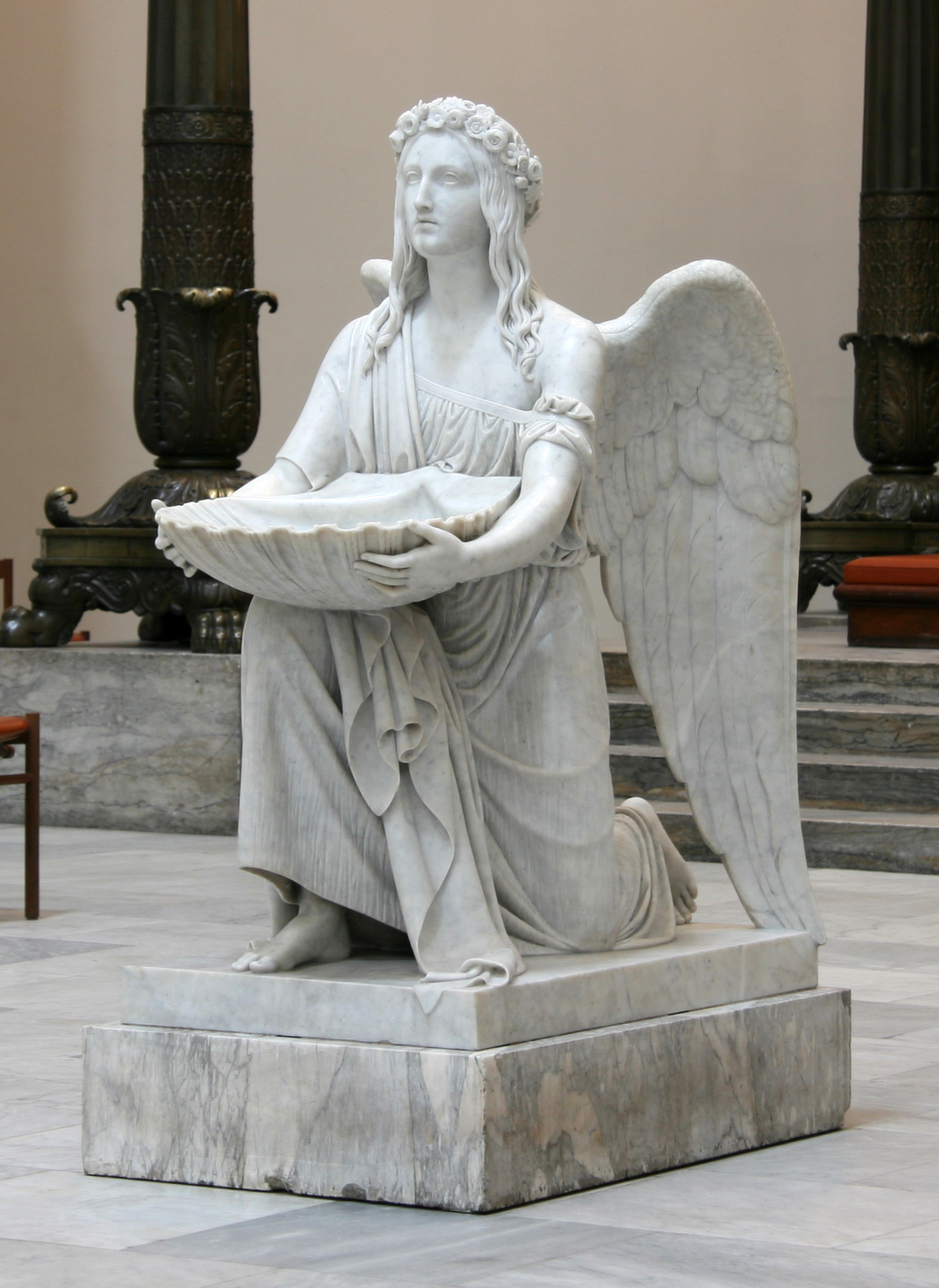
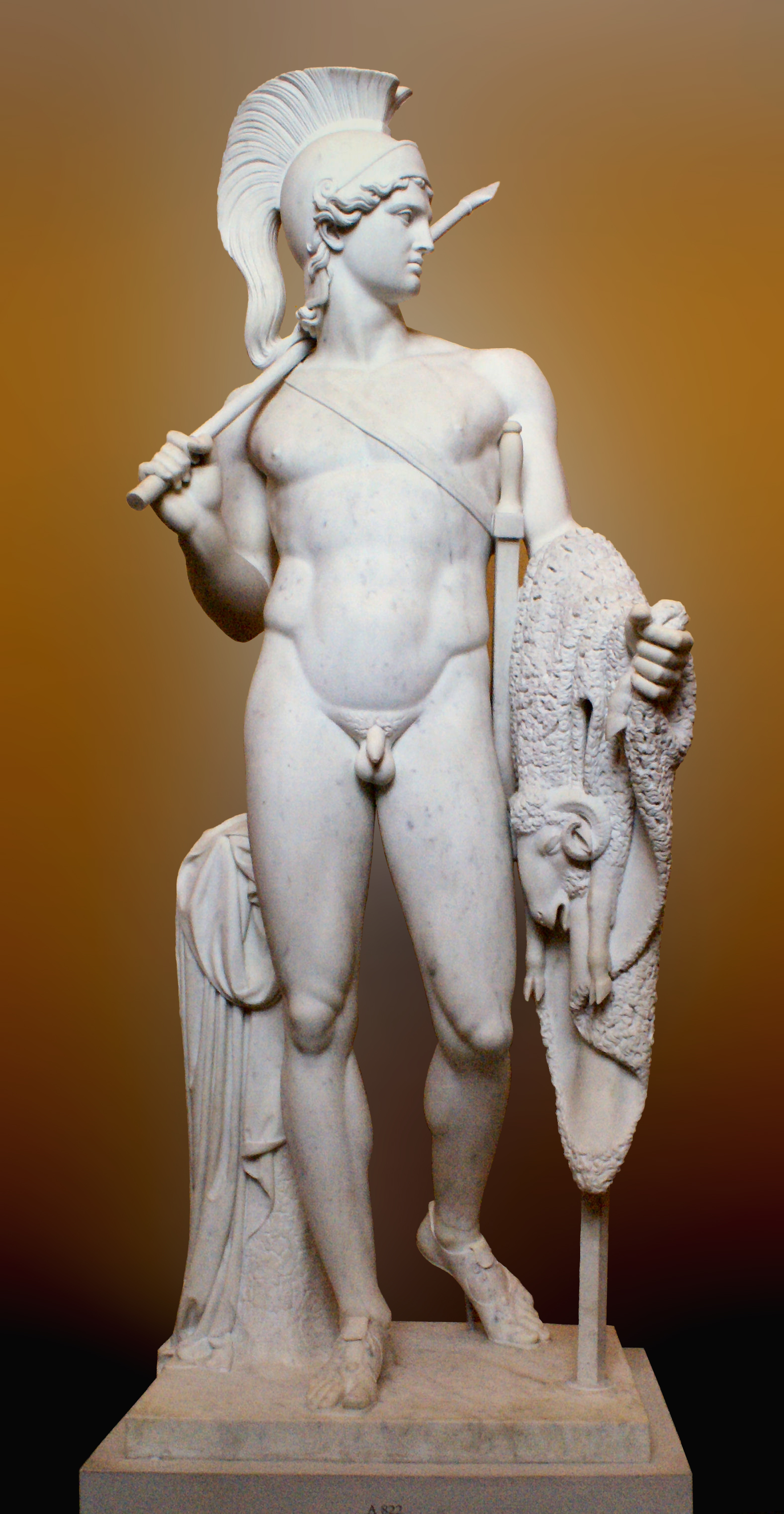
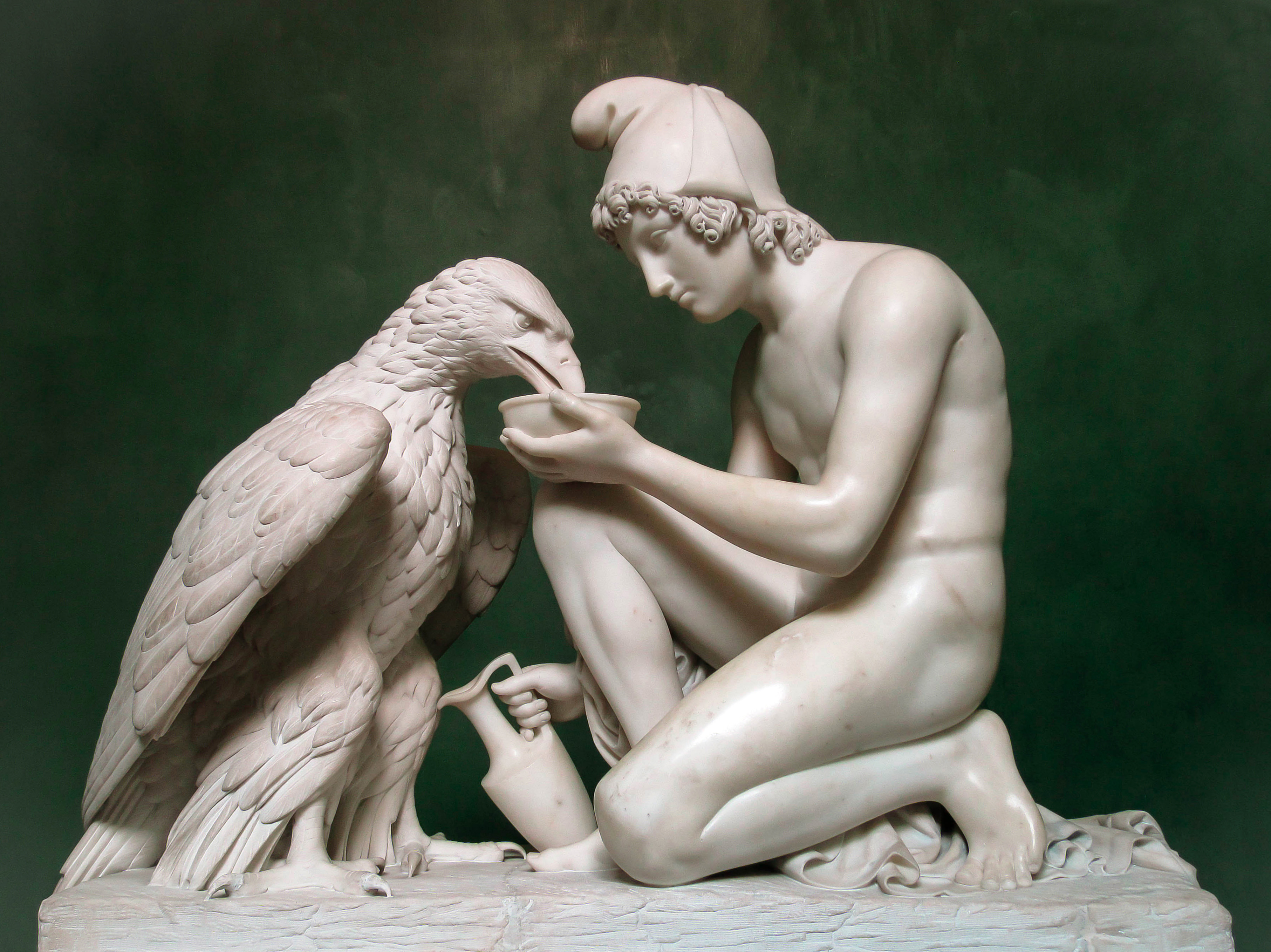
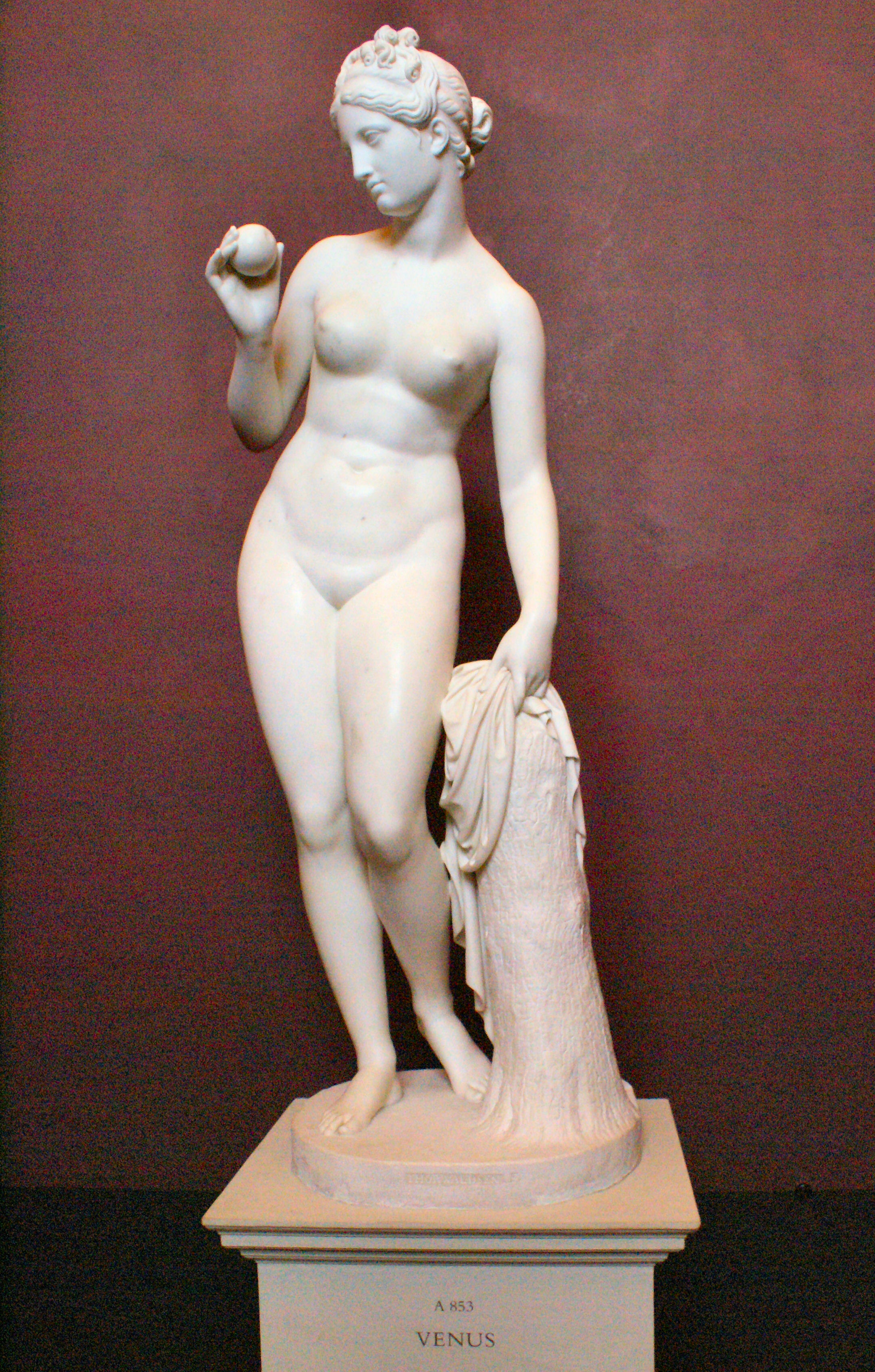
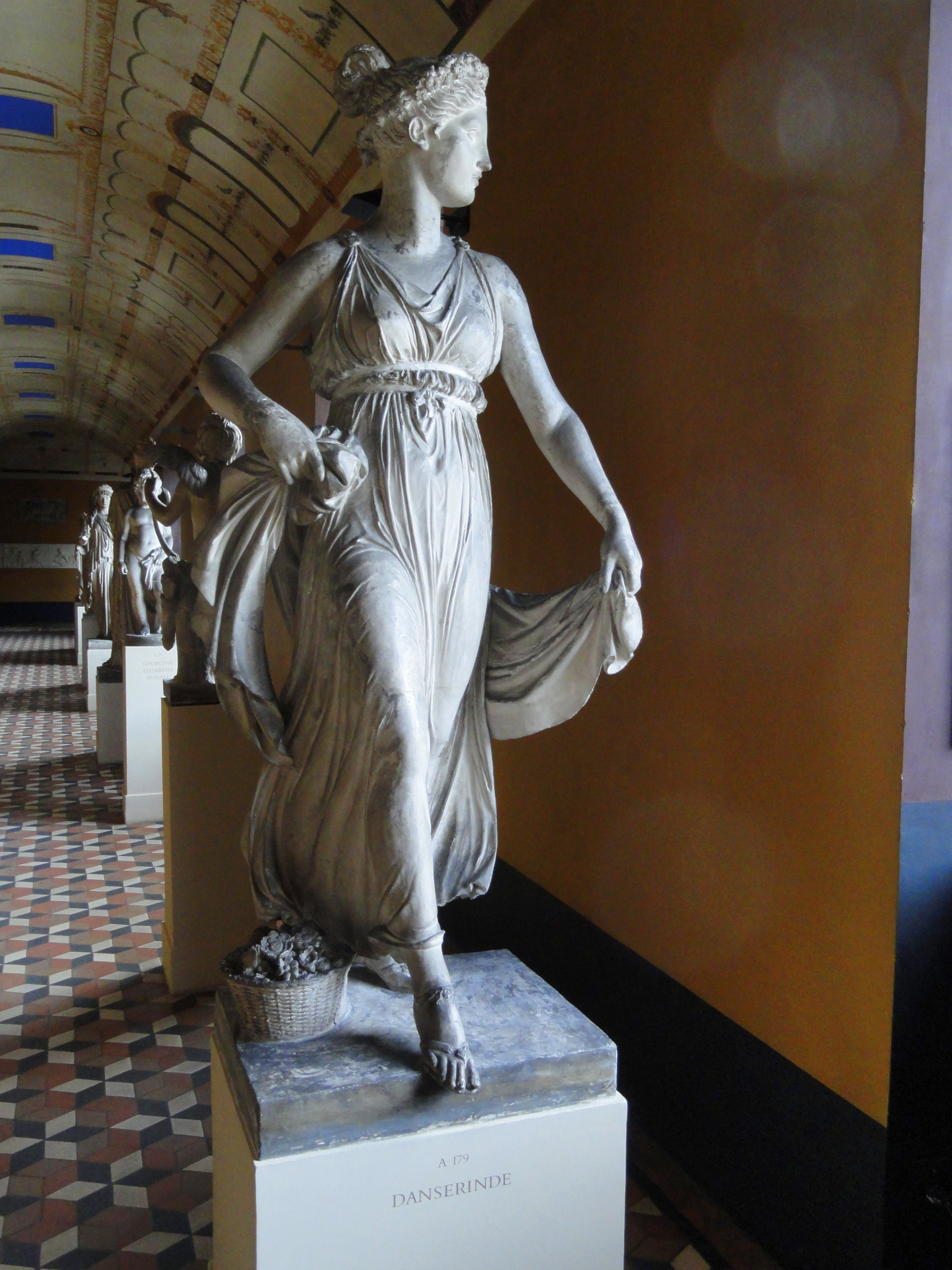
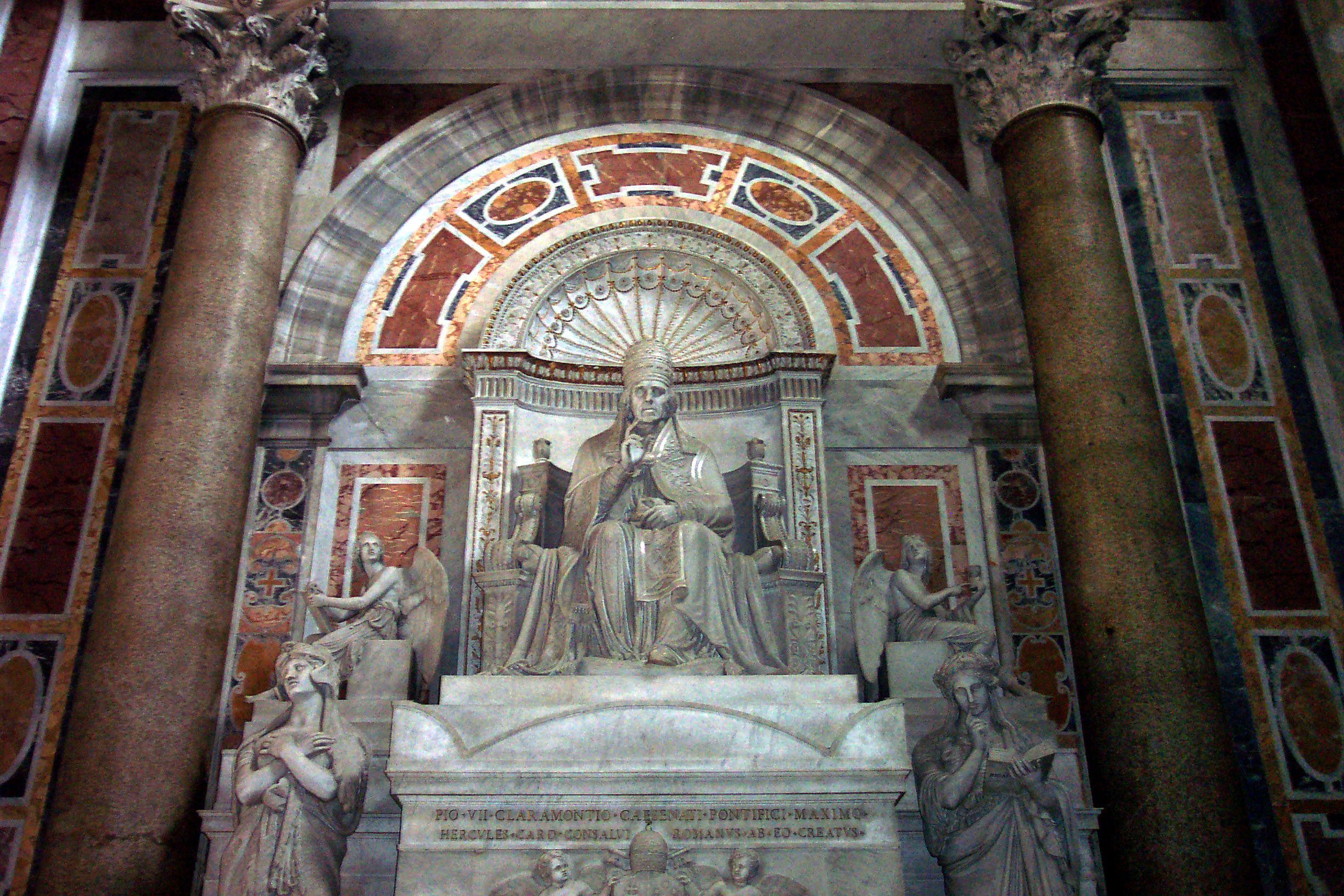
مجسمه پاپ پیوس هفتم در کلیسای سن پیترو رم
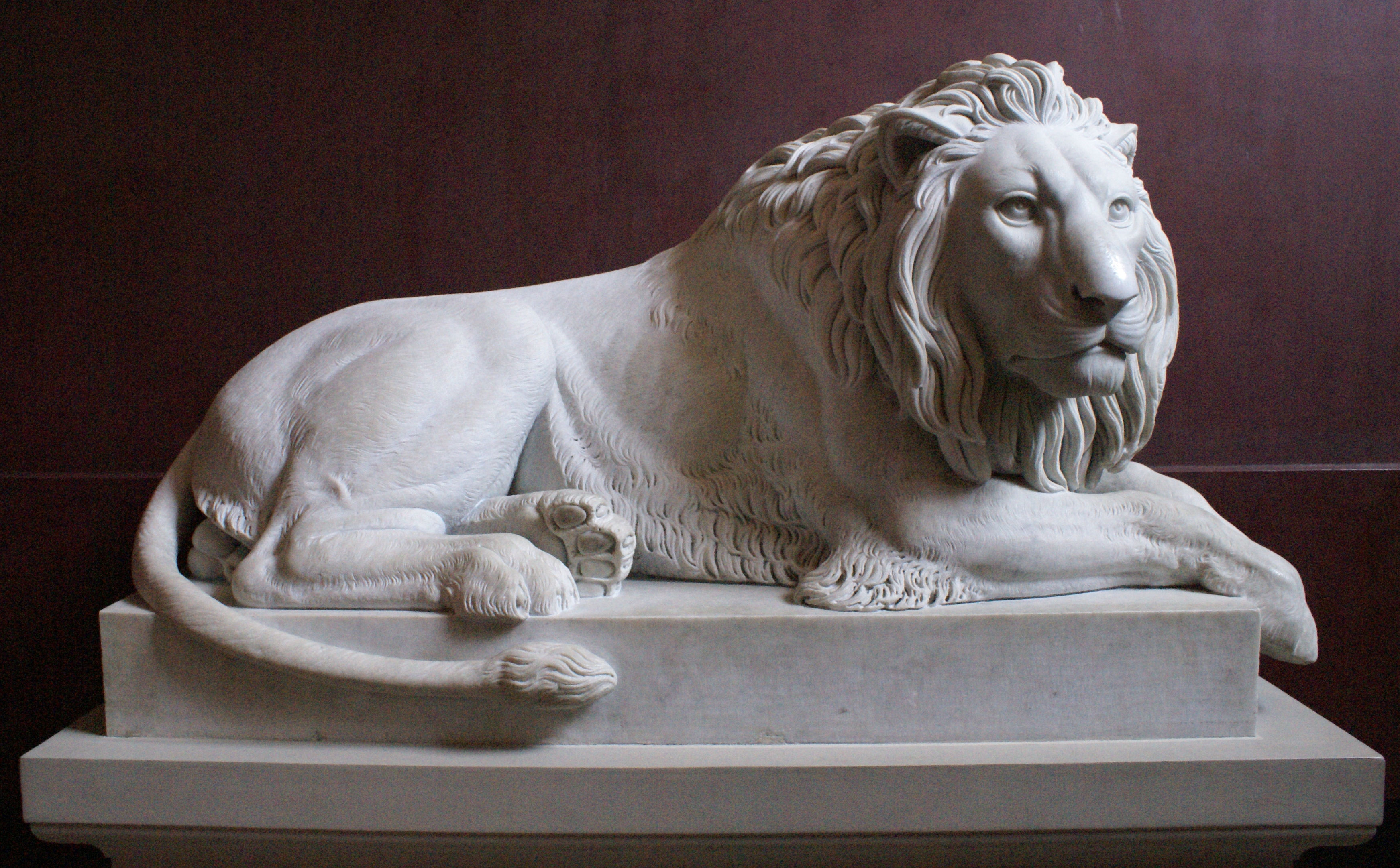
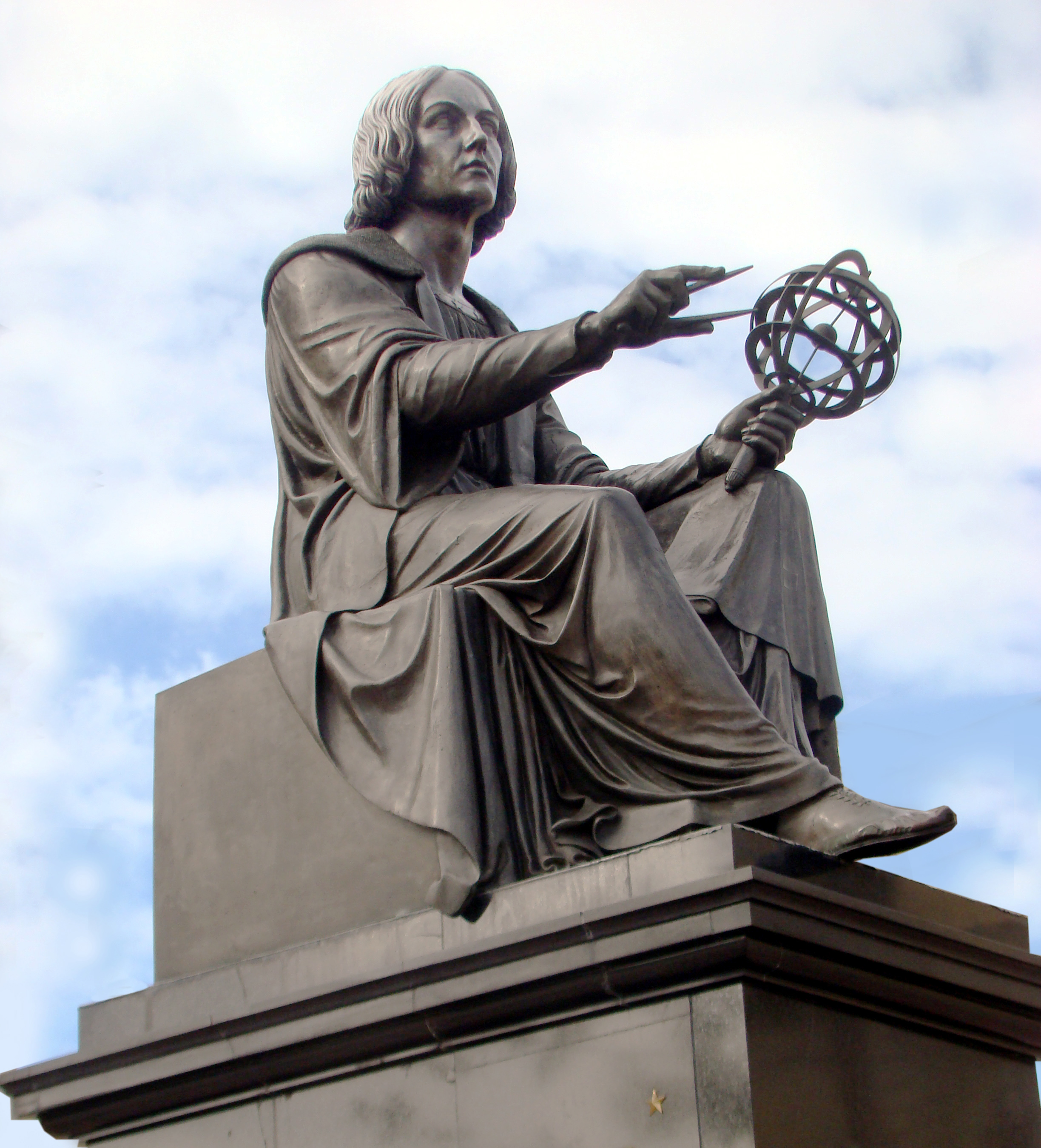
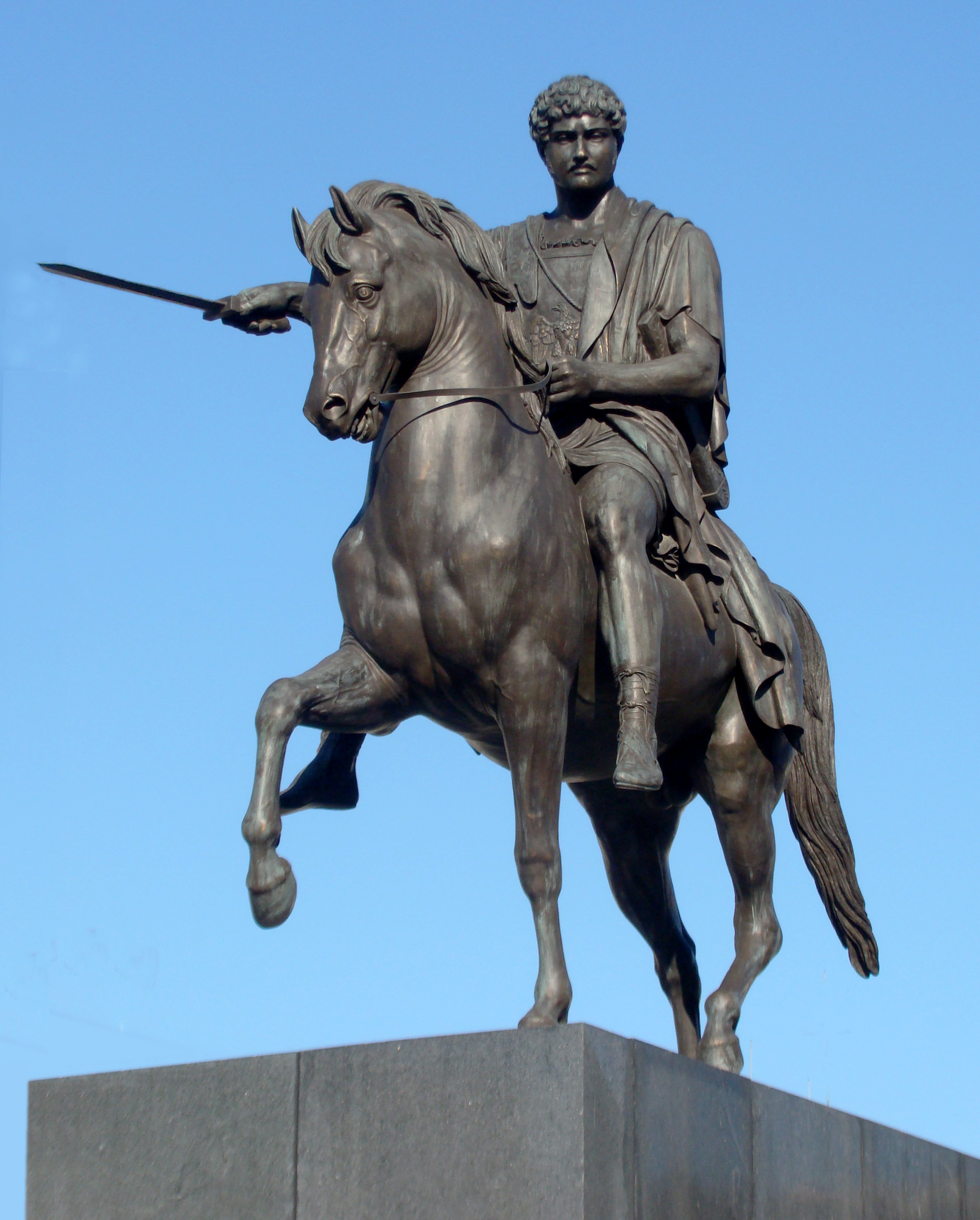
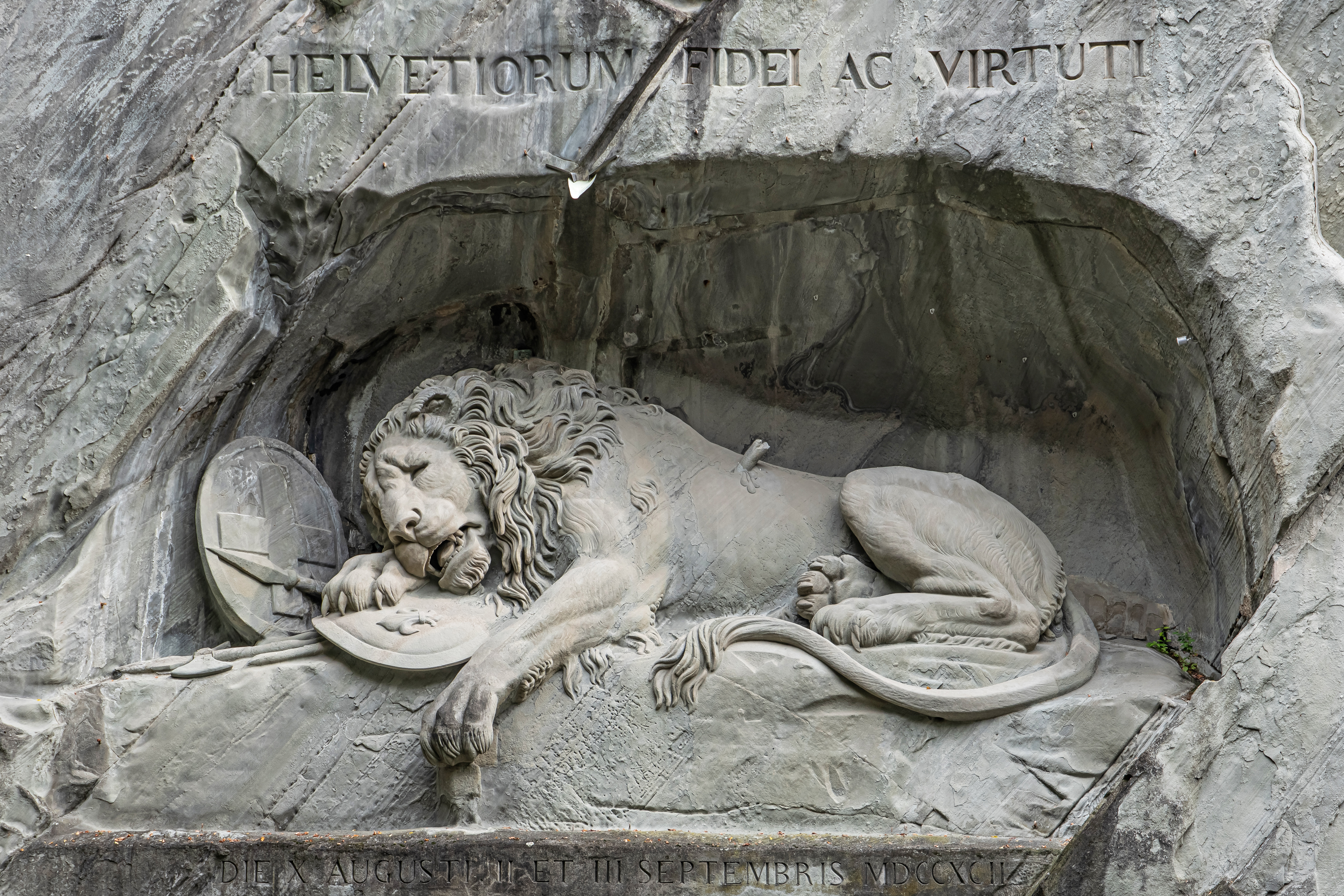